# راسيل جينتري كلارك
راسيل جينتري كلارك (بالإنجليزية: Russell Gentry Clark)‏ (و. 1925 – 2003 م) كان محاميا، وقاضيا من الولايات المتحدة الأمريكية.